# Acoustic Samurai
Acoustic Samurai — второй концертный альбом Пола Гилберта, выпущенный в 2003 году.

## Об альбоме
Acoustic Samurai был записан 3 июля 2003 года в течение выступления в Hard Rock Cafe, Токио, Япония. Альбом включает в себя концертные версии песен Гилберта, несколько акустических кавер-версий и один новый студийный трек («Always for Alison»).

## Список композиций
Все песни написаны Полом Гилбертом, кроме отмеченных особо.
1. «Potato Head» — 02:07
2. «Dancing Queen» (ABBA cover) — 03:30
3. «I Like Rock» — 02:19
4. «Down to Mexico» — 04:57
5. «Suicide Lover» — 03:39 (Гилберт, Linus Of Hollywood)
6. «I Am Satan» — 03:02 (Гилберт, Linus Of Hollywood)
7. «Individually Twisted» — 04:10
8. «Bliss» — 05:33
9. «Time to Let You Go» (Enuff Z'nuff cover) — 03:14
10. «I’m Not Afraid of the Police» — 03:48
11. «Three Times Rana» — 04:42
12. «The Second Loudest Guitar in the World» — 02:04
13. «Scarified» (Racer X cover) — 03:41
14. «Heaven in '74» (Racer X cover) — 03:51
15. «Maybe I’ll Die Tomorrow» (ending theme from the movie Aragami) — 03:59 (Нобухико Морино)
16. «Always for Alison» — 03:20

## Участники записи
- Пол Гилберт — вокал, акустическая гитара.
- Linus of Hollywood — вокал, бас-гитара, акустическая гитара.

## Продюсирование
- Продюсирование и сведение — Пол Гилберт
- Мастеринг — Стив Холл (Future Disc Systems)